# آینزیدلن، سوئیس
شهر آینزیدلن  در بخش آینزیدلن در ایالت شوئیز در کشور سوئیس واقع شده‌است که ۱۲٬۸۰۰ نفر جمعیت دارد.